# Lugomir
Le Lugomir, en serbe cyrillique Лугомир, est une rivière de Serbie. Sa longueur est de 57 km. Il est un affluent droit de la Velika Morava.

## Géographie
Le Lugomir appartient au bassin de drainage de la Mer Noire ; son propre bassin couvre une superficie de 447 km2. La rivière n'est pas navigable.

## Origine

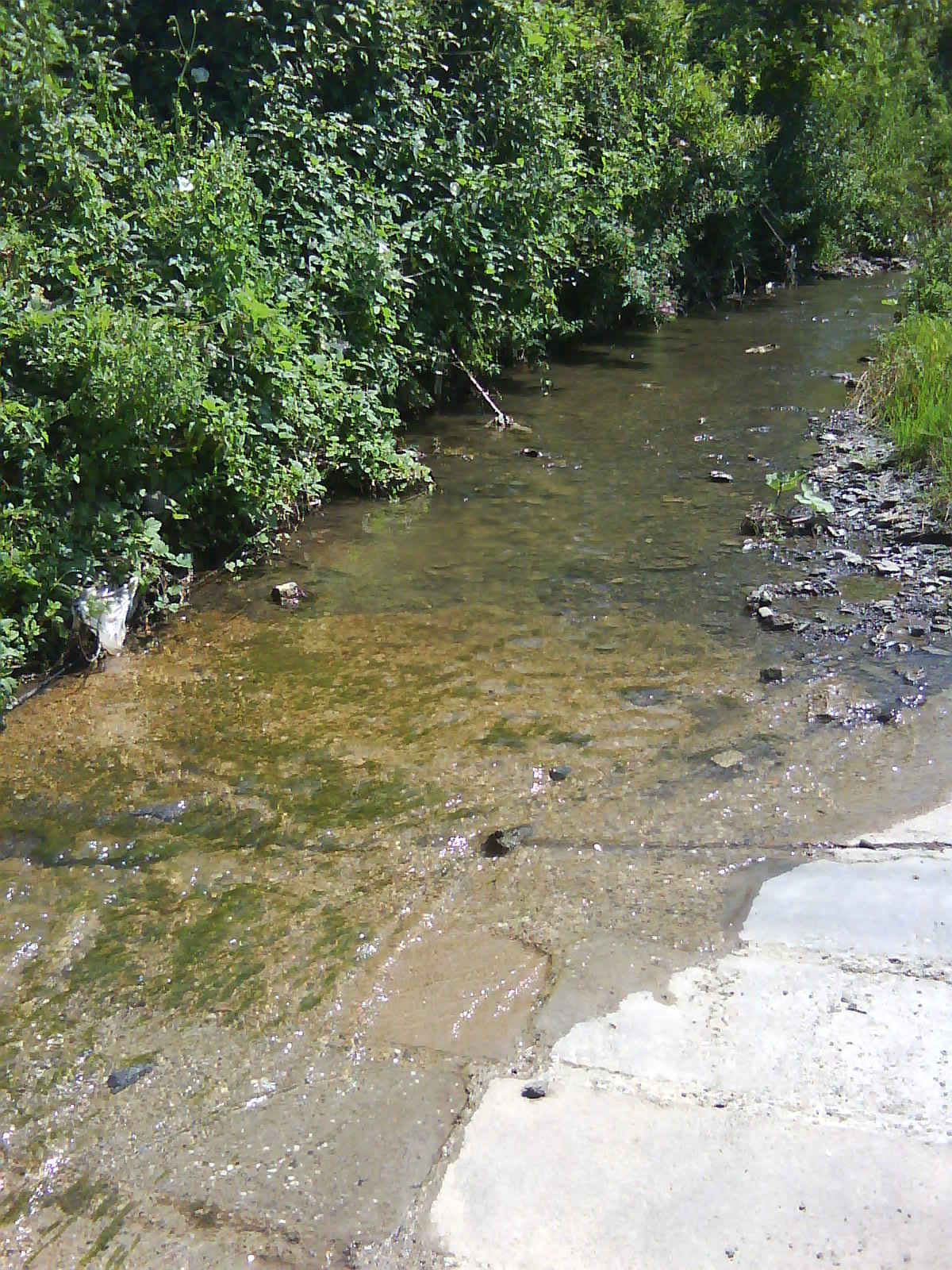
La Dulenska reka

Le Lugomir naît de la réunion de deux cours d'eau, la Dulenska reka et la Županjevačka reka.
La Županjevačka reka (en serbe cyrillique : Жупањевачка река) le bras le plus court du Lugomir, prend sa source dans les monts Gledićke planine au sud de la Šumadija, en Serbie centrale. Elle jaillit à 500 m de la source de l'autre bras du Lugomir, la Dulenska reka. La rivière oriente d'abord sa course vers l'est. Elle passe à Nadrlje, Županjevac, Dragovo et Belušić. À cet endroit, la Županjevačka reka atteint le mont Juhor ; elle en longe les pentes septentrionales et, après le village de Beočić, rencontre la Dulenska reka.
La Dulenska reka (en serbe cyrillique : Дуленска река) est le bras le plus long du Lugomir (37,5 km). Elle prend aussi sa source au mont Gledićke planine, à une altitude de 793 m (mont Gomila), mais elle coule en direction du nord. À Dulene, depuis 1964, la rivière reçoit un barrage de 7 m de haut qui a créé le lac artificiel de Dulene (en serbe cyrillique Дуленско језеро). Ce lac est situé à 435 m d'altitude ; un tunnel fut creusé à travers la Gledićka planina et des pompes conduisent l'eau du lac dans un autre lac artificiel, celui de Grošnica ; ce système permet d'alimenter en eau la ville de Kragujevac.
La rivière oriente sa course vers l'est et reçoit à sa gauche les eaux de la Pčelička reka à hauteur du village de Velike Pčelice. Puis elle traverse la petite ville de Rekovac, à partir de laquelle elle oblique vers le sud. Aux villages de Tečić, Vukmanovac et Loćika, la Dulenska reka forme une courbe et prend la direction du nord ; elle coule dans une vallée étroite située au pied du mont Juhor. Elle y rencontre la Županjevačka reka au village de Dragoševac.

## Lugomir
Le Lugomir proprement dit, formé des deux rivières précédentes, a une longueur de  19,5 km. Il coule en direction du nord-est, le long du versant occidental du mont Juhor. Il entre dans la région du Veliko Pomoravlje. Il traverse les villages de Kolare, Bresje et Majur, ainsi que les faubourgs de la ville de Jagodina. Puis il passe au-dessous de l'autoroute Belgrade-Niš et se jette dans la Velika Morava près du village de Ribari.